# Pseudotomodon trigonatus
Pseudotomodon trigonatus är en ormart som beskrevs av Leybold 1873. Pseudotomodon trigonatus är ensam i släktet Pseudotomodon som ingår i familjen snokar. Arten tillhör underfamiljen Dipsadinae som ibland listas som familj.
Inga underarter finns listade i Catalogue of Life.
Arten är med en längd omkring 150 cm en medelstor orm. Den förekommer i centrala Argentina. Habitatet utgörs av öppna buskskogar som ibland liknar stäpper (landskapet Monte). Honor lägger inga ägg utan föder levande ungar.
För beståndet är inga hot kända och populationen anses vara stabil. IUCN listar arten som livskraftig (LC).